# Lumbricillus rufulus
Lumbricillus rufulus är en ringmaskart som beskrevs av Shurova 1974. Lumbricillus rufulus ingår i släktet Lumbricillus och familjen småringmaskar. Inga underarter finns listade i Catalogue of Life.